# Robin Backhaus (natation, 1989)
Pour les articles homonymes, voir Robin Backhaus et Backhaus.
Robin Backhaus, né le 18 août 1989, est un nageur allemand participant aux épreuves de nage libre.

## Carrière
Lors des Championnats d'Europe, il est double médaillé dans le relais 4 x 200 m nage libre, d'argent en 2010, puis d'or en 2014. 

## Palmarès

### Championnats d'Europe

#### En grand bassin
- Championnats d'Europe 2010 à Budapest (Hongrie) : 
  -  Médaille d'argent du relais 4 × 200 m nage libre
- Championnats d'Europe 2014 à Berlin (Allemagne) : 
  -  Médaille d'or du relais 4 × 200 m nage libre